# 給所有明日的聚會
《給所有明日的聚會》（英文書名：All Tomorrow's Parties）是台灣作家陳德政第一部作品，出版於2011年，記述21世紀之初，旅居紐約的搖滾生活，與親身經歷的青年文化現場。全書融合遊記、城市踏查與歷史考據，如一本西方流行文化的指南，為陳德政「搖滾三部曲」的第一部。

## 背景
陳德政青春期迷戀的是英國搖滾樂，2003年退伍，決定去「搖滾樂的首都」紐約闖蕩。就讀New School研究所的留學歲月，架設部落格音速青春，書寫異鄉人的所見所聞。2007年返台閉關兩年，將四年的紐約生活寫成第一本書《給所有明日的聚會》。

## 評價
《中國時報》開卷書評〈拿一本CD選購指南當旅遊手冊〉，作家李桐豪寫道：「紐約的搖滾聖地永遠是拒人於千里之外的模樣，從來沒有想要討好誰，這本書的作者陳德政也是。或者搖滾樂的精神就是不斷地挑釁，挑釁我們的上一代、挑釁一切可以挑釁的。《給所有明日的聚會》，或者書名已經說明了一切，我們企圖用音樂抵擋住一切，那個老去的明天始終不會抵達，青春的旅行，我們永遠在路上。」
《自由時報》書評為：「無論見證龐克搖滾原鄉CBGB場館歇業、從失望到了無遺憾地兩次聆聽巴布狄倫現場表演、細數四處挖寶的大小型唱片行……文字並不辛辣擺弄，卻有無法小覷的後座力，看他瞭如指掌地透過Lou Reed、約翰藍儂等人的經典歌曲串連出紐約活動版圖，樂迷一邊神遊水星酒吧、卻爾西旅店等音樂地標，耳際彷彿也會響起這樣的話：還有無數關於音樂的明日聚會，仍在前頭召喚我們。」
此書獲2011年一月誠品選書，上市後登上誠品書店暢銷榜藝術類第一名。入選2011年博客來年度百大，2011年誠品閱讀遺珠年度十選，2012年金蝶獎榮譽獎。

## 外部連結
- 《給所有明日的聚會》專頁（博客來） （页面存档备份，存于）
- 《給所有明日的聚會》增修版專頁（博客來） （页面存档备份，存于）
- 《給所有明日的聚會》簡體版專頁（理想國） （页面存档备份，存于）